# Landes de la Flotte et du Cluzeau
Die Landes de la Flotte et du Cluzeau sind zwei benachbarte Heidegebiete im Süden des französischen Départements Haute-Vienne. Sie stehen wegen ihrer geologischen, floristischen und faunistischen Besonderheiten unter Naturschutz.

## Geographie

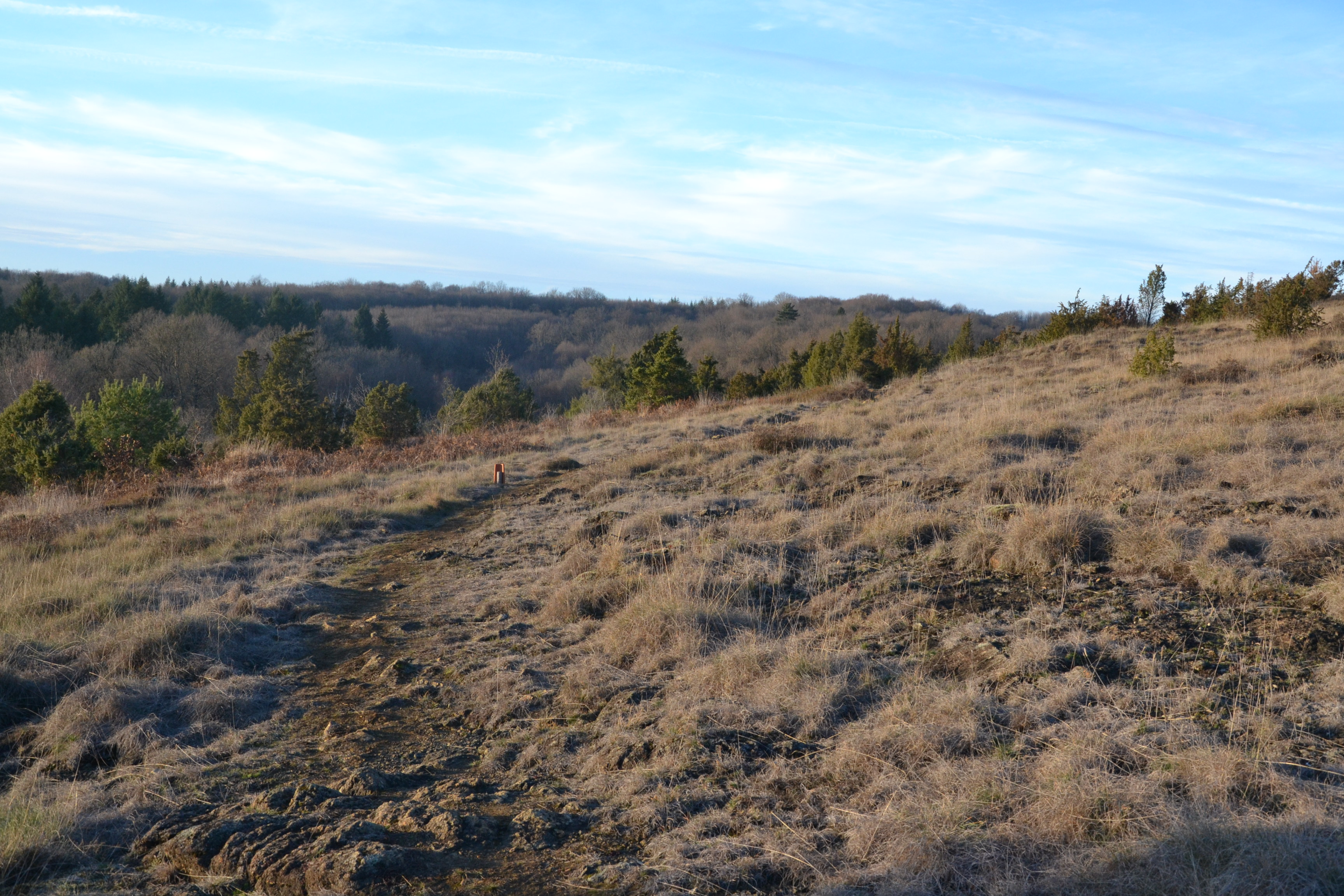
Wanderweg in den Heidegebieten

Die Landes de la Flotte et du Cluzeau, Deutsch Heidegebiete von La Flotte und von Le Cluzeau, sind nach La Flotte und Le Cluzeau – zwei Weilern im Gebiet der Gemeinden Château-Chervix und Meuzac – benannt. Topographisch gehören sie zu den Monts de Fayat im südlichen Limousin. Die beiden Heidegebiete erstrecken sich über 133 Hektar und nehmen mitten im Plateau du Limousin eine Höhenlage von 370 bis maximal 476 Meter Meerhöhe ein. Die beiden Heiden werden durch die Straße von Magnac-Bourg nach Le Cluzeau in zwei Teile geteilt.

## Geologie
Die beiden Heidegebiete werden von recht seltenem Serpentinit unterlagert, welcher einen Teil des Limousin-Ophioliths bildet – Überrest des mittlerweile nahezu verschwundenen Ozeans des Massif Central. Das ultramafische Gestein ist an der Basis der Oberen Gneisdecke eingeschuppt. Es zeigt meist eine mit 40° in östliche Richtung einfallende Foliation, kann aber auch sehr massiv in Erscheinung treten. Sein Aufschluss zieht sich ab La Porcherie als diskontinuierliches Band weiter nach Westen bis in die Umgebung von Vayres. Die Vorkommen bei Vayres – beschrieben unter Merlis-Serpentinite – sind jedoch von tektonisch unterschiedlicher Bedeutung, da sie im Liegenden der Unteren Gneisdecke auftreten.
Der Serpentinit verwittert zu Böden, die sehr arm an Calcium und Aluminium sind, jedoch sehr hohe Konzentrationen an schweren Spurenelementen wie Chrom, Kobalt und Nickel aufweisen.

## Ökologie
Die Heidelandschaft besteht im Wesentlichen aus offenen Graslandschaften, die in folgende fünf Ökotope gegliedert werden können:
- atlantische Trockenheiden gekennzeichnet durch die Taxa Erica und Ulex
- nordatlantische Feuchtheiden mit Erica tetralix
- dicht bestandene Schwingel-Dauerrasen (gekennzeichnet durch Festuca lemanii) und mitteleuropäische Steppen
- Halbtrockenrasen mit Brachypodium pinnatum und Molinia caerulea (Pfeifengras-Streuwiesen) auf tiefgründigeren Böden
- anstehender Fels mit Felswänden

Die Trockenheiden und die Schwingelrasen – zwei sehr unterschiedliche Ökotope – lösen einander mosaikartig ab.

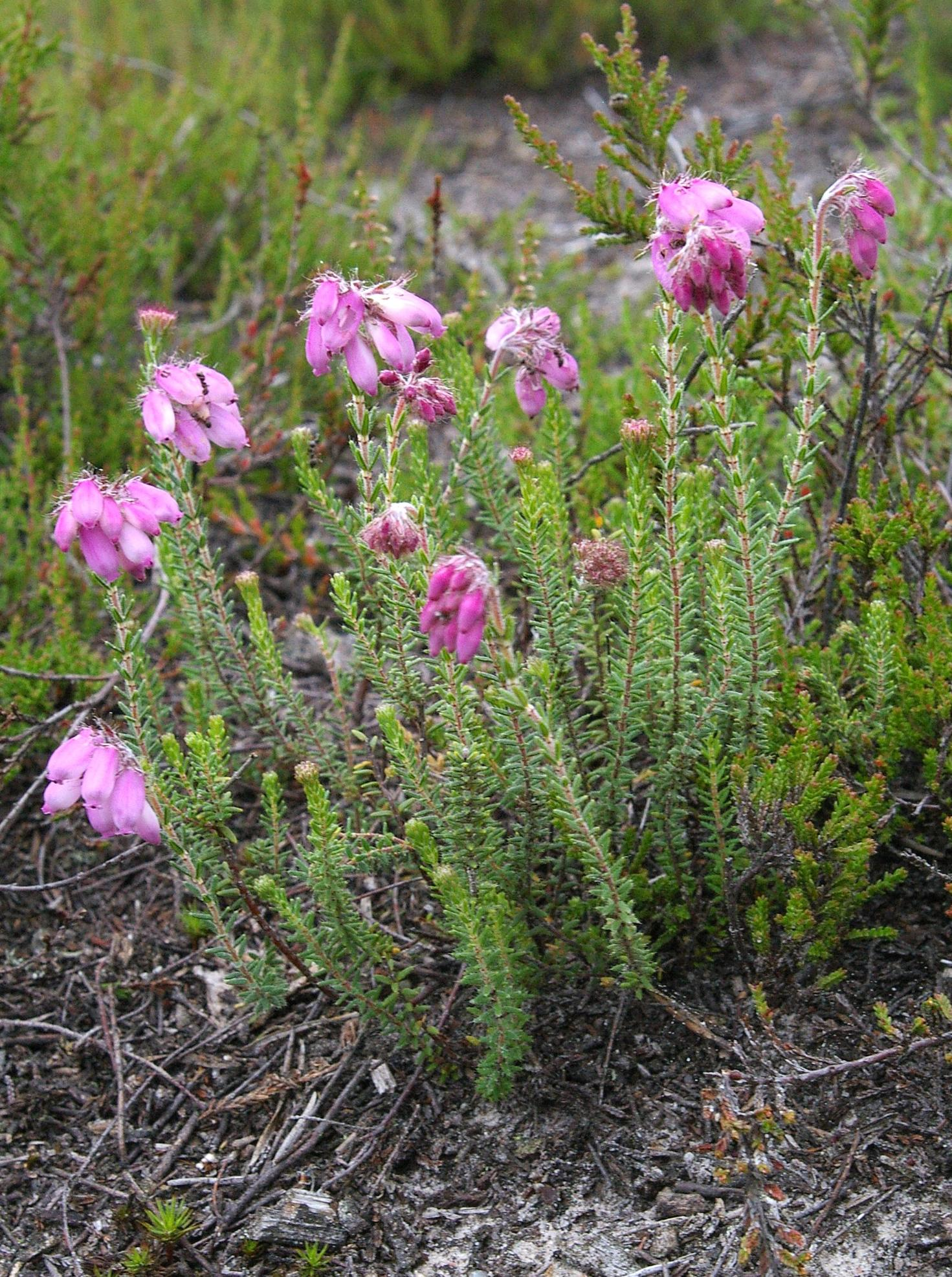
Glockenheide Erica tetralix
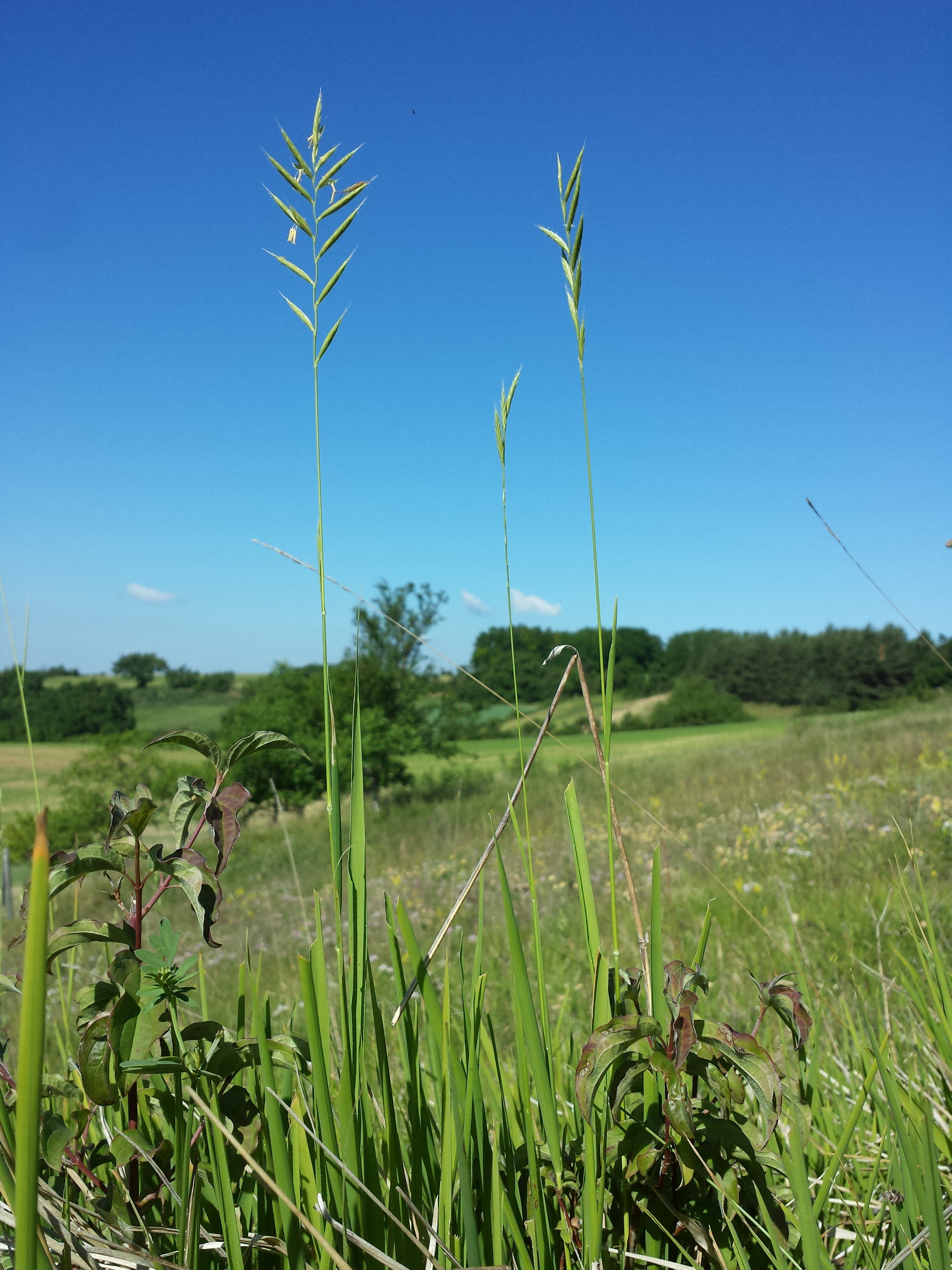
Fieder-Zwenke Brachypodium pinnatum
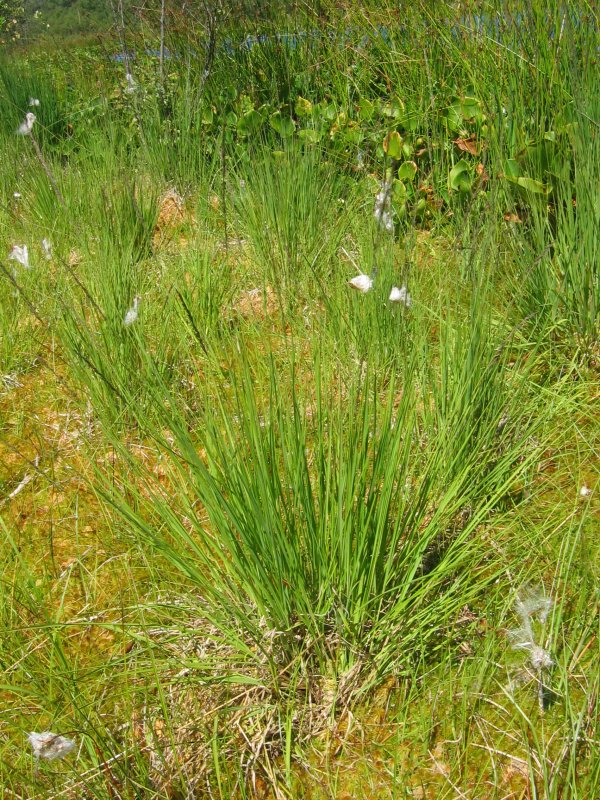
Blaues Pfeifengras Molinia caerulea

## Flora
Die beiden Heidegebiete beherbergen für die übrige Region recht seltene Pflanzenarten, die an xerophile Standortbedingungen angepasst sind. Beispiele sind das zu den Tüpfelfarngewächsen gehörende Taxon Notholaena marantae, das nur auf Serpentinit gedeiht, sowie das Nelkengewächs Dianthus hyssopifolius. In der Heide kommen aber auch klassischere Pflanzenarten vor wie zahlreiche Heidekräuter (z. B. Cornwall-Heide Erica vagans) und Schwingel. Unter anderem gedeihen hier auch Fieberklee (Menyanthes trifoliata), Gewöhnlicher Hufeisenklee (Hippocrepis comosa), Lungen-Enzian (Gentiana pneumonanthe), Mücken-Händelwurz (Gymnadenia conopsea),  Rundblättriger Sonnentau (Drosera rotundifolia), Sommer-Drehwurz (Spiranthes aestivalis) und Traubige Graslilie (Anthericum liliago).
Charakteristisch für die Schwingelrasen sind die Taxa Grasnelken (Armeria plantaginea), Koeleria vallesiana und Kleines Mädesüß (Filipendula vulgaris). In den felsigen Partien finden sich mit Notholaena marantae und Schwarzstieliger Streifenfarn (Asplenium adiantum-nigrum) zwei bemerkenswerte Farnarten. In den Feuchtheiden entwickeln sich stellenweise der Lungenenzian und Erica ciliaris.
Als Flechte lässt sich Cladonia arbuscula anführen.

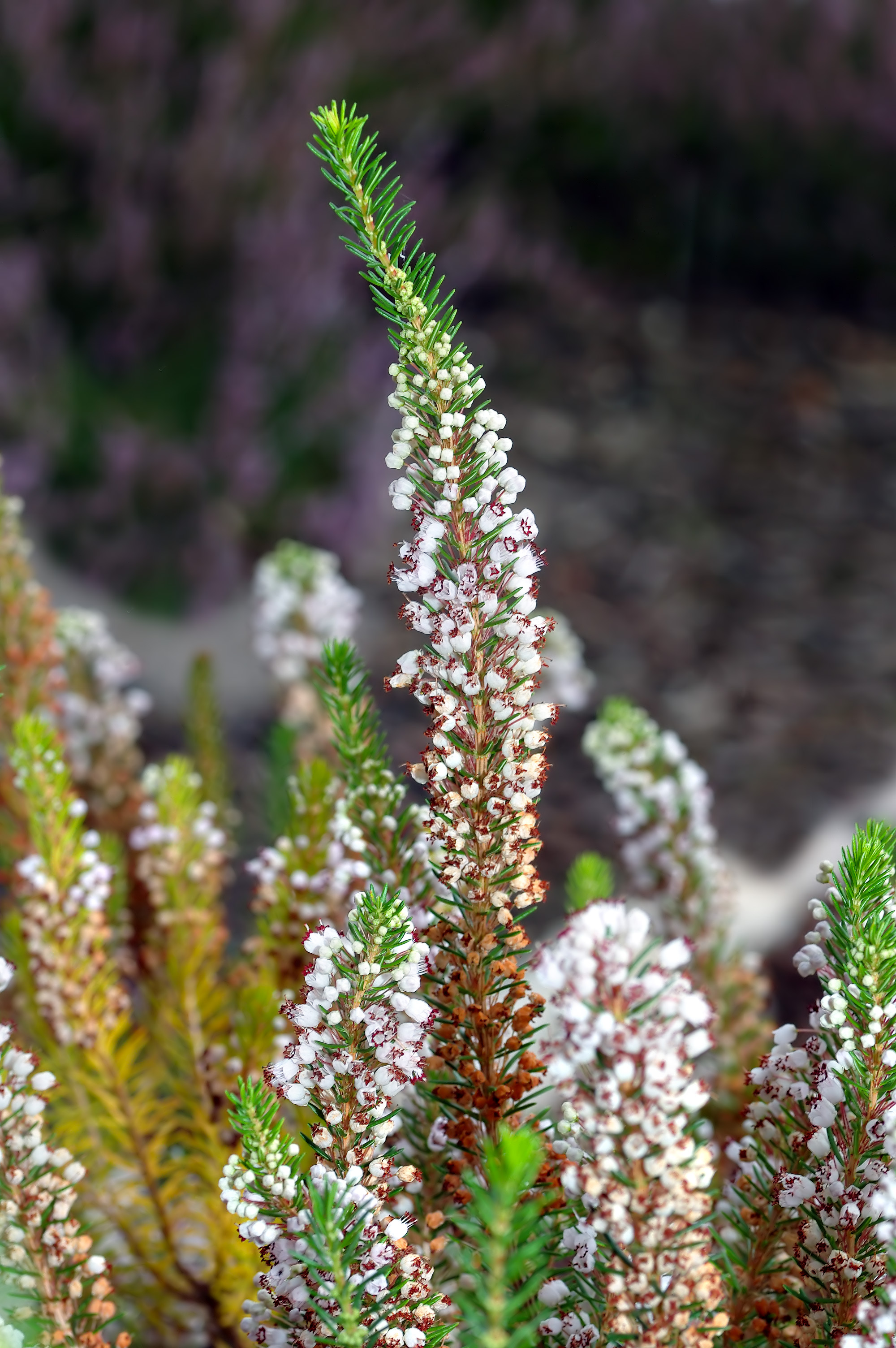
Cornwall-Heide Erica vagans
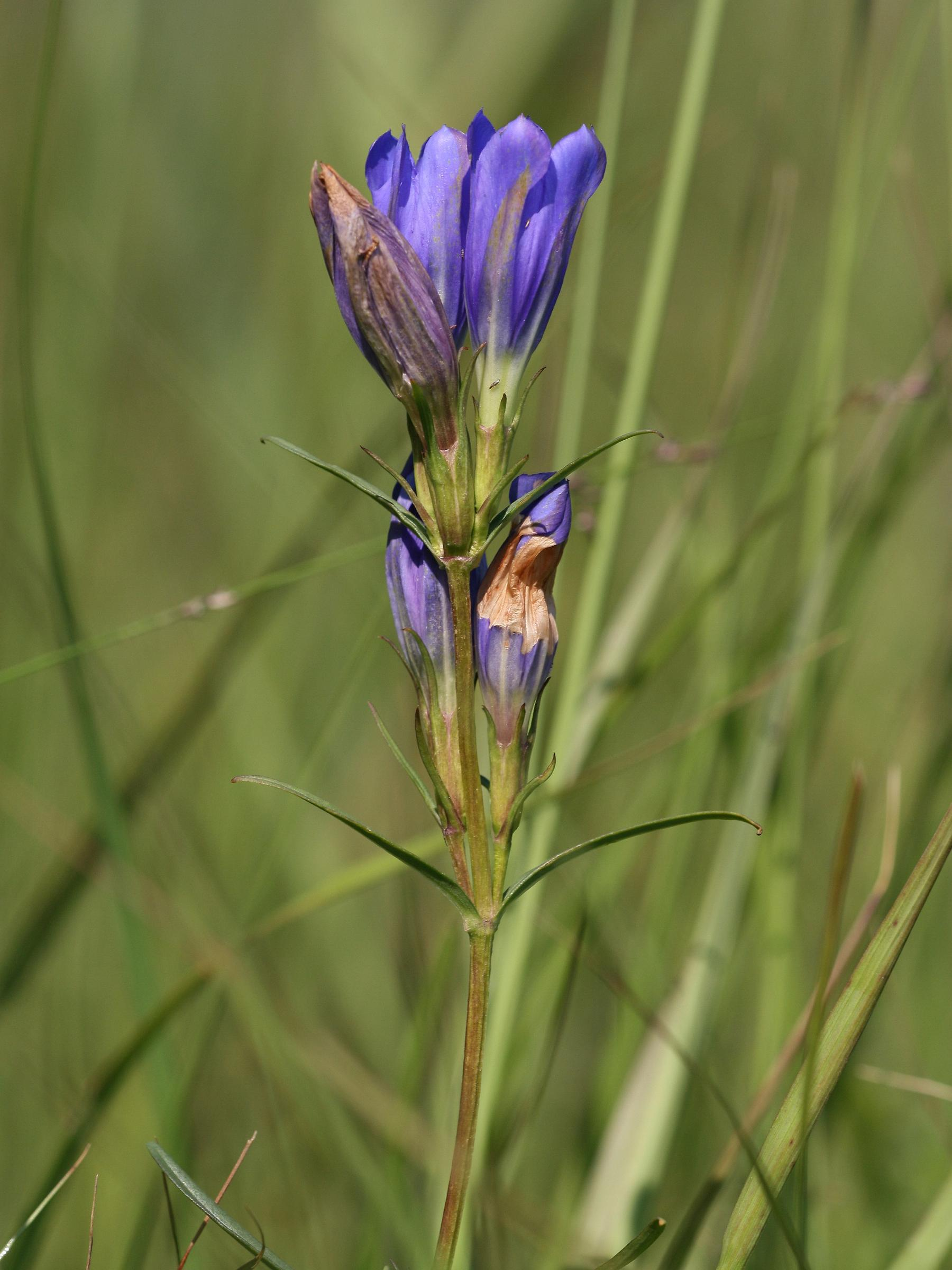
Lungen-Enzian Gentiana pneumonanthe
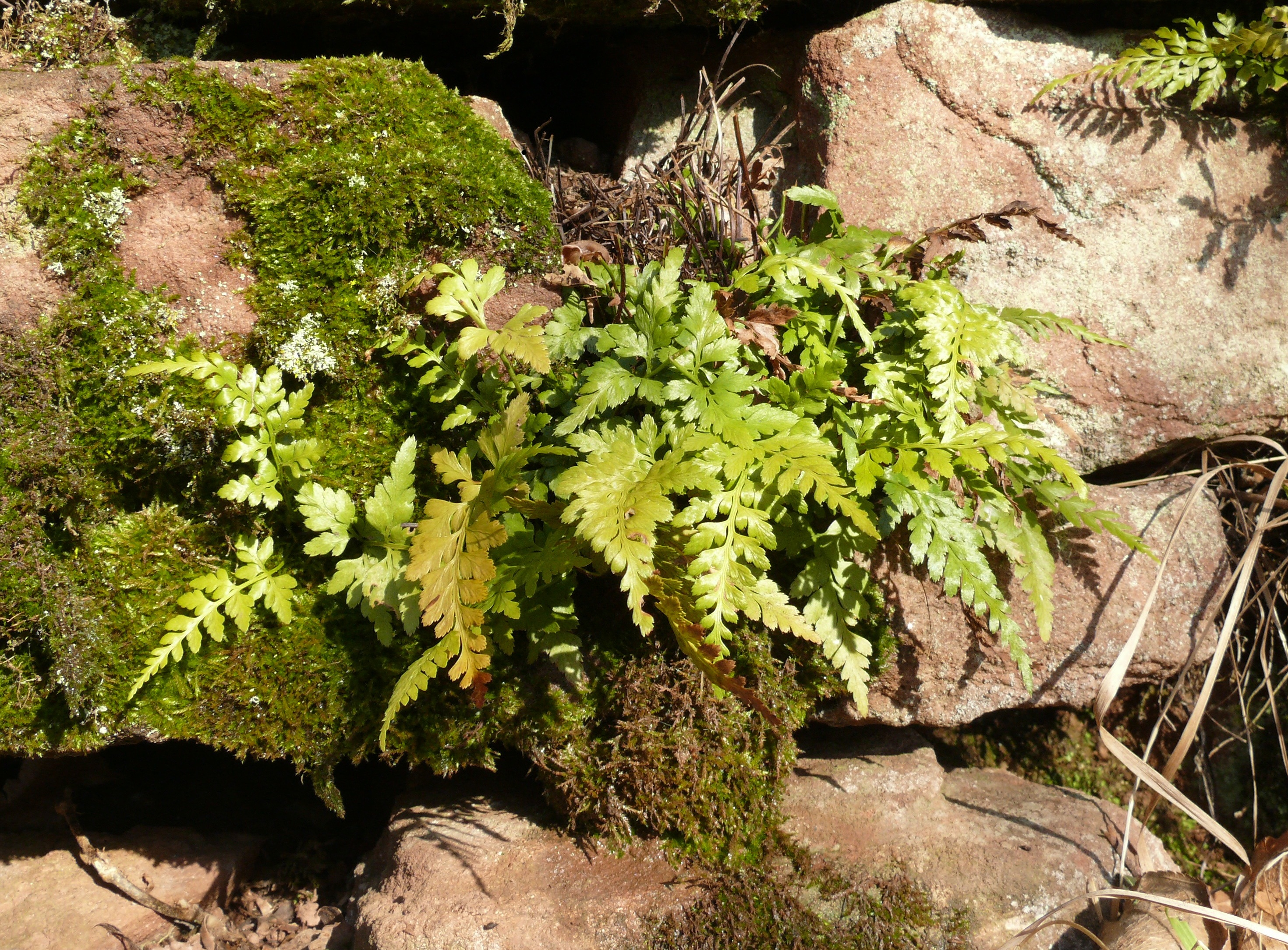
Schwarzstieliger Sreeifenfarn Asplenium adiantum-nigrum
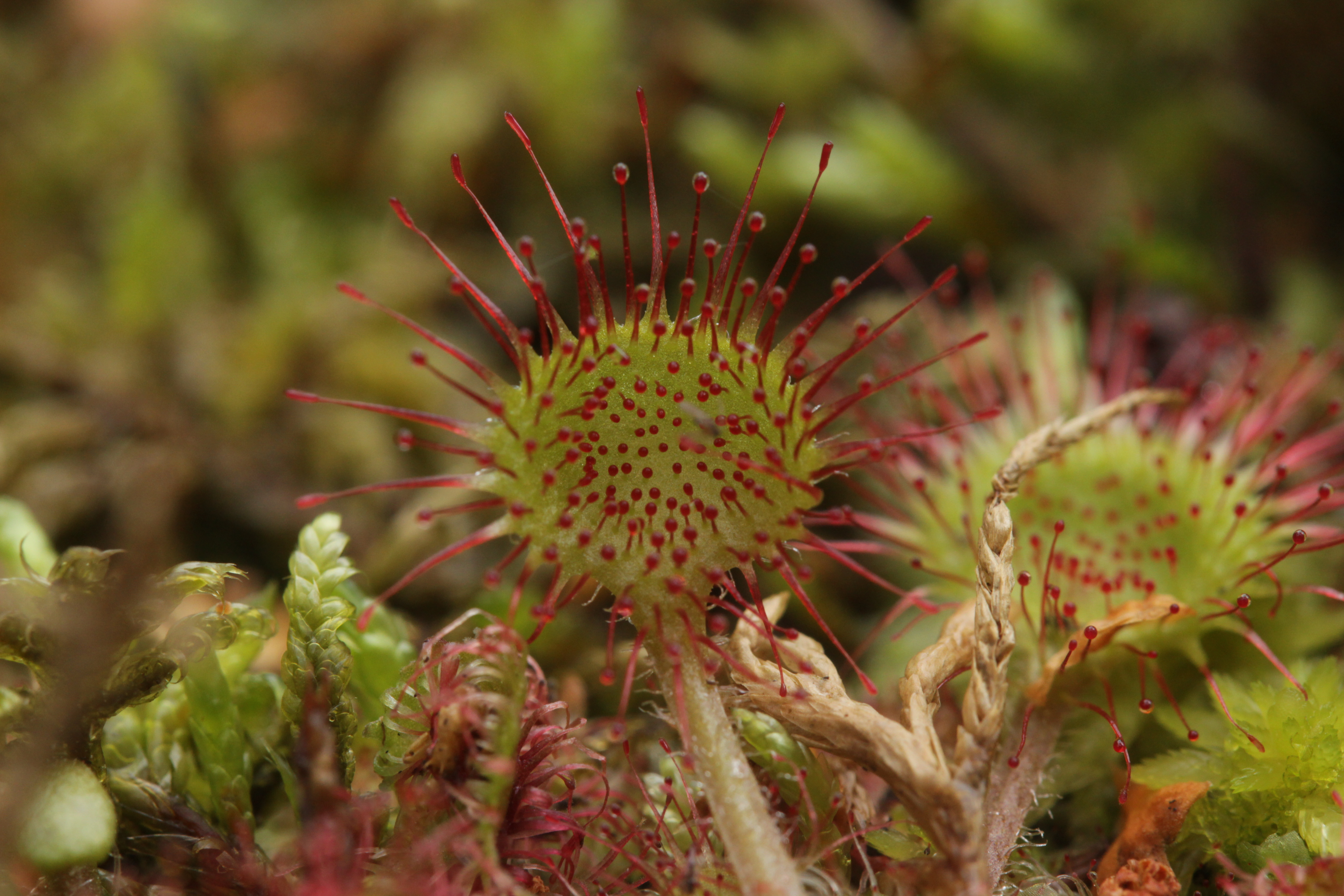
Rundblättriger Sonnentau Drosera rotundifolia

## Fauna
Unter den Säugetieren erscheinen die Westschermaus (Arvicola sapidus) und die Sumpfspitzmaus (Neomys anomalus milleri). Auch mehrere bemerkenswerte Vogelarten lassen sich beobachten – darunter beispielsweise die hier brütende Kornweihe (Circus cyaneus), die Provencegrasmücke (Sylvia undata) sowie das Schwarzkehlchen (Saxicola rubicola). Ein Durchzieher ist die Bekassine (Gallinago gallinago). Insekten wie die Libellenart Helm-Azurjungfer (Coenagrion mercuriale), der Schildkäfer Cassida panzeri oder die Sumpfgrille Pteronemobius heydeni sind durchaus erwähnenswert. Besondere Schmetterlinge sind Himmelblauer Bläuling (Lysandra bellargus), Rotbindiger Samtfalter (Arethusana arethusa) und Spiegelfleck-Dickkopffalter (Heteropterus morpheus). Auffallend unter den Amphibien sind die unter nationalem Schutz stehende Gelbbauchunke (Bombina variegata), die an feuchten Stellen und an kleineren Tümpeln aufzufinden ist, sowie die Kreuzkröte (Bufo calamita).

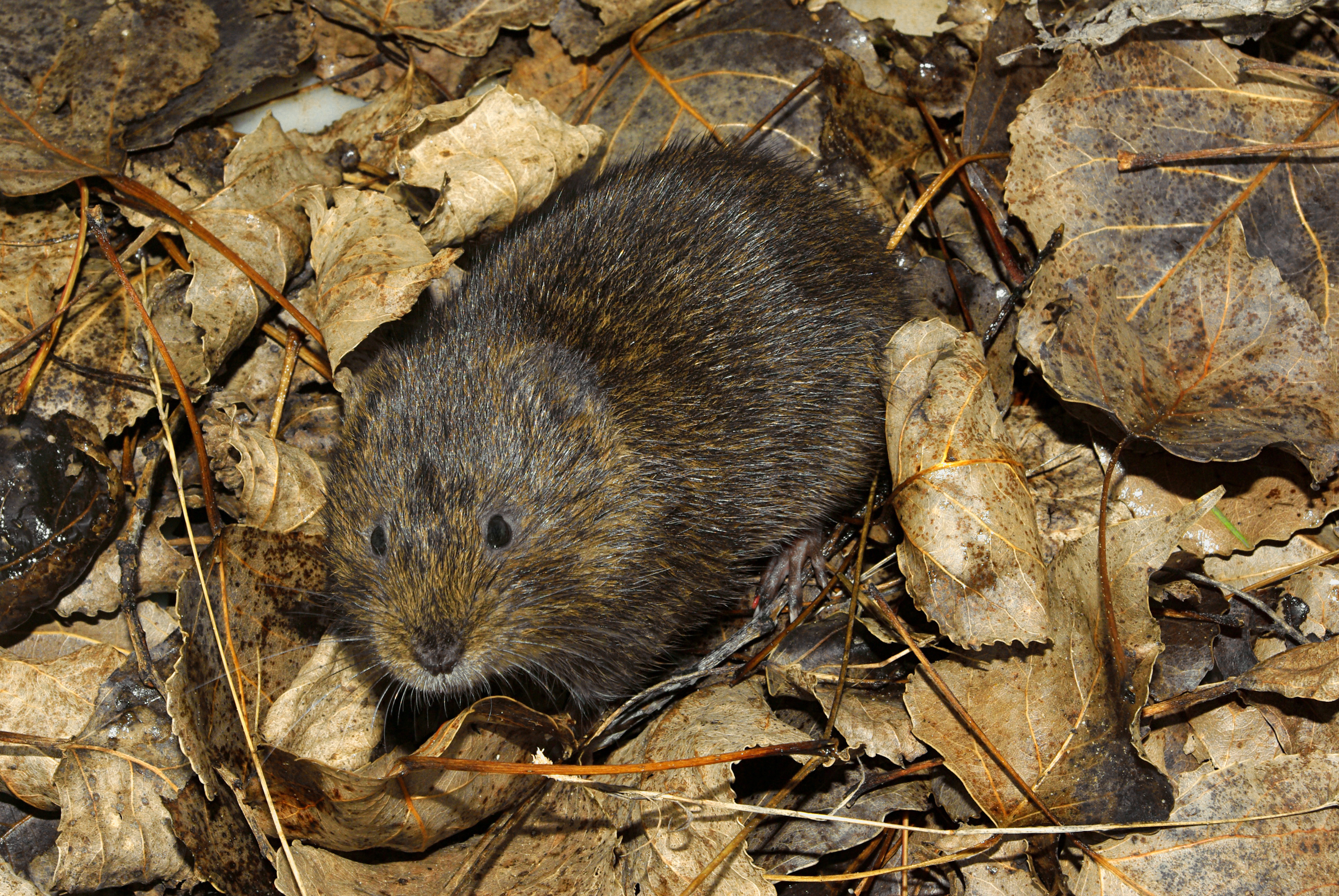
Westschermaus Arvicola sapidus
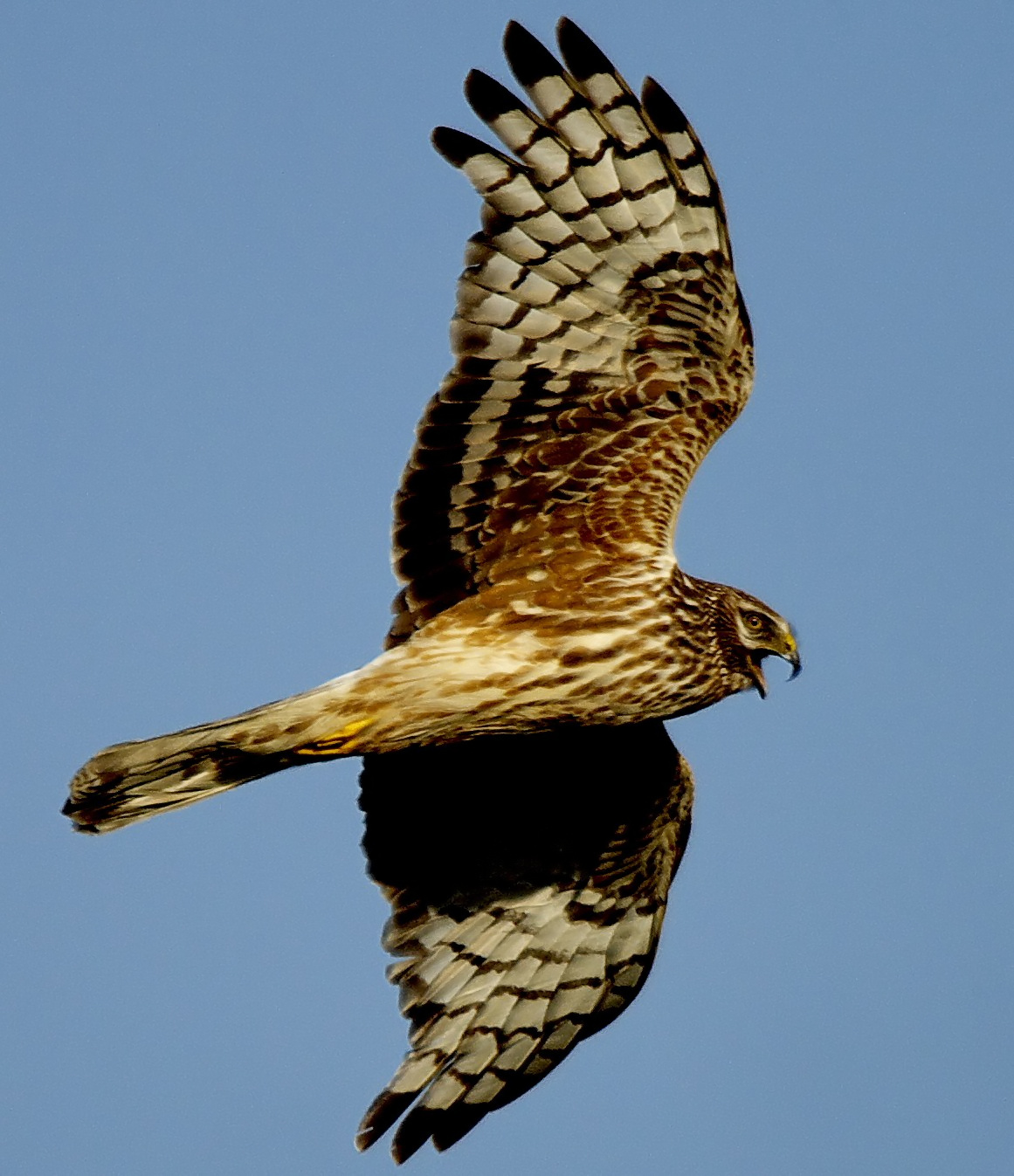
Kornweihe Circus cyaneus
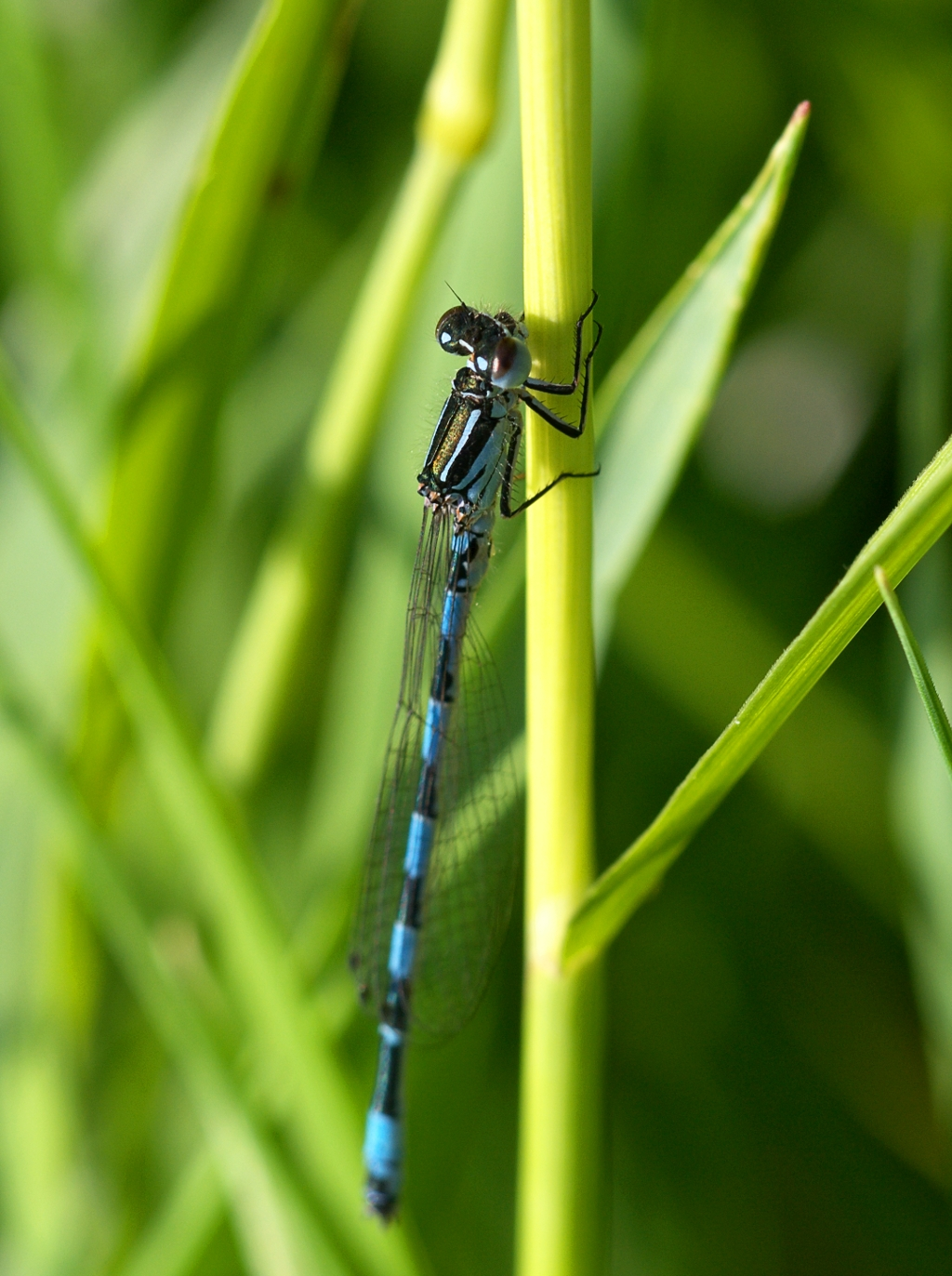
Helm-Azurjungfer Coenagrion mercuriale
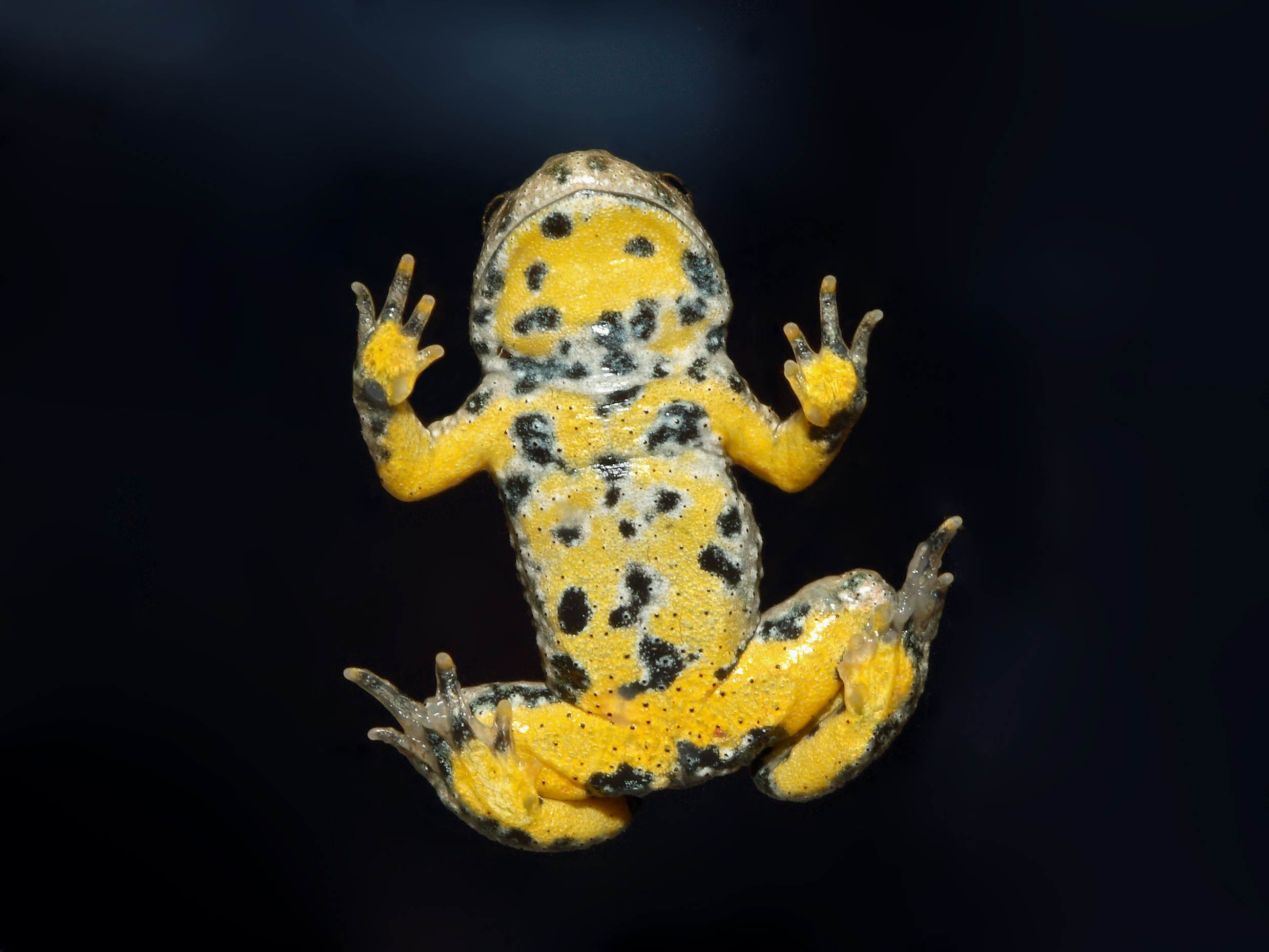
Gelbbauchunke Bombina variegata

## Schutzmaßnahmen
Die Landes de la Flotte et du Cluzeau stehen unter Naturschutz und bilden unter der Nummer 98 eine ZNIEFF des Typus 1 (die Abkürzung steht im Französischen für Zone Naturelle d'Intérêt Écologique, Faunistique et Floristique – Naturzone von ökologischem, faunistischem und floristischem Interesse). Überdies wird ein Teil der Heidelandschaft seit dem 12. Januar 1993 im Rahmen von Natura 2000 als gesellschaftlich relevantes Gebiet besonders geschützt.

## Photogalerie

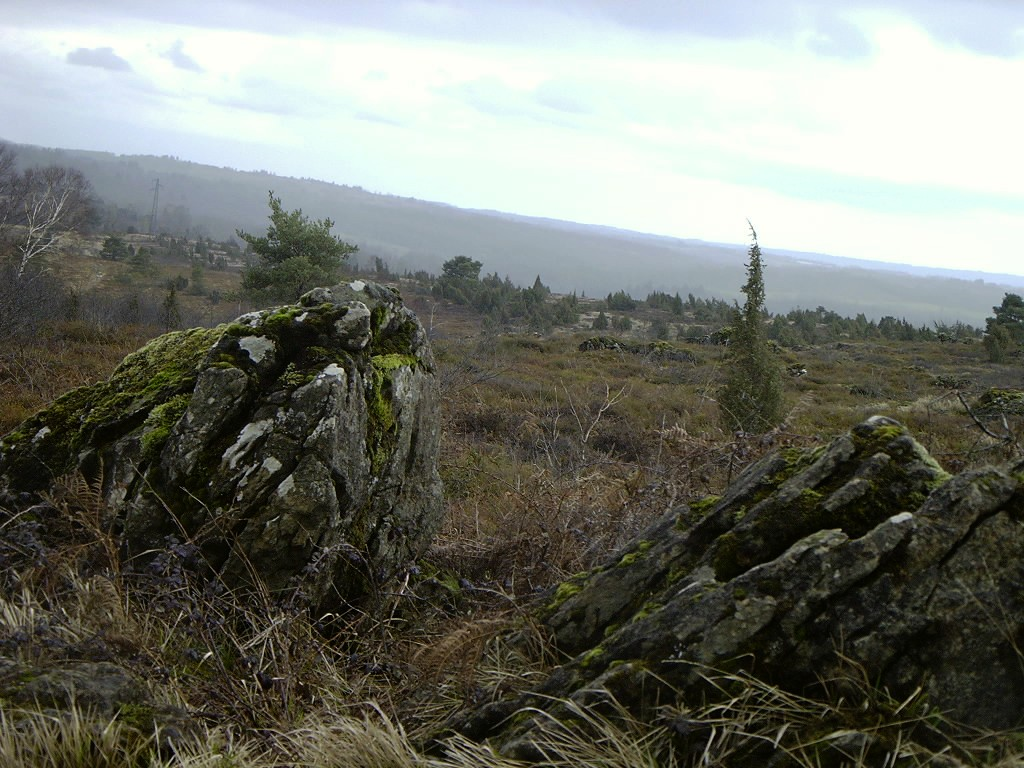
Heidelandschaft am Abhang der Monts de Fayat
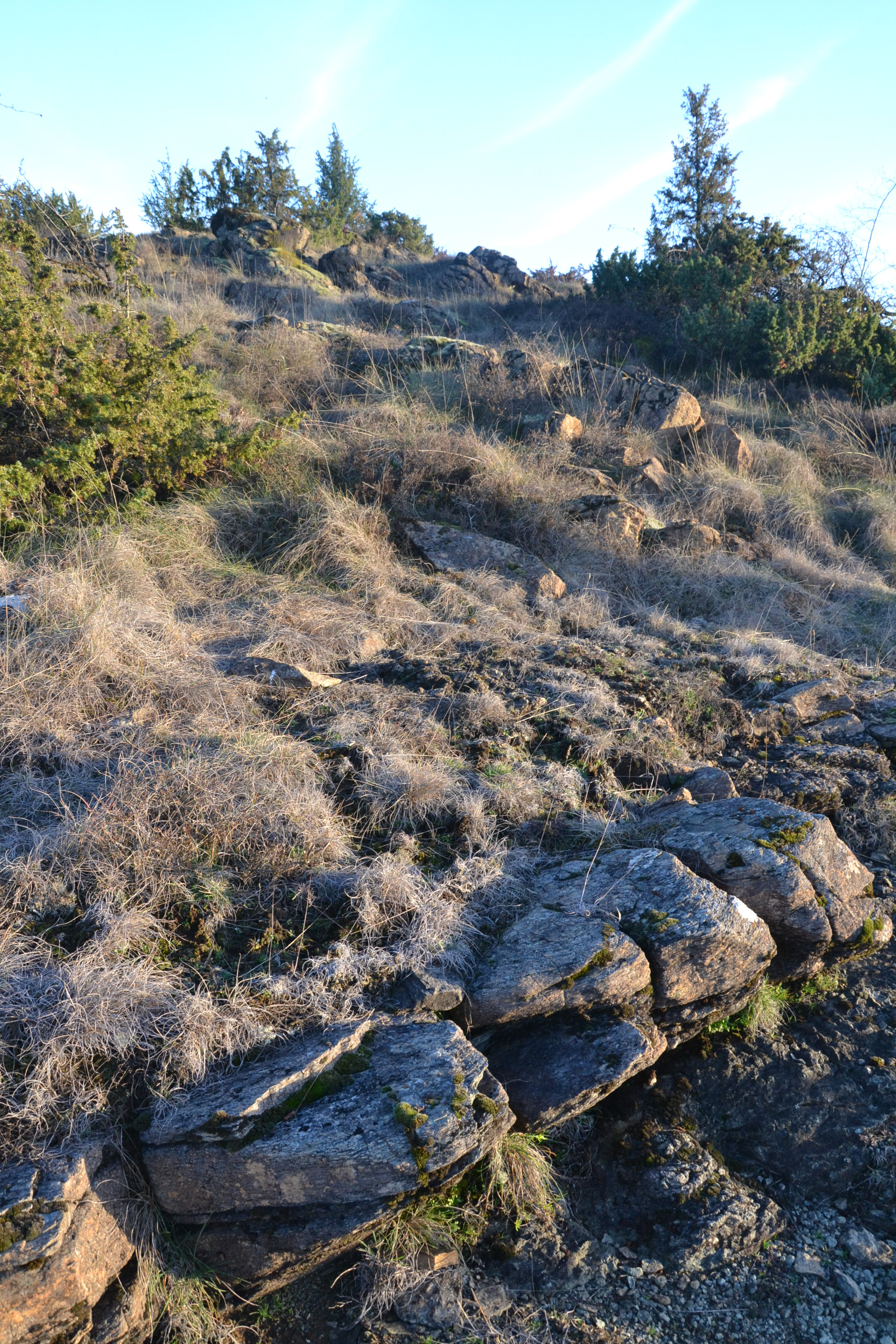
Nahaufnahme mit flach einfallendem Serpentinit
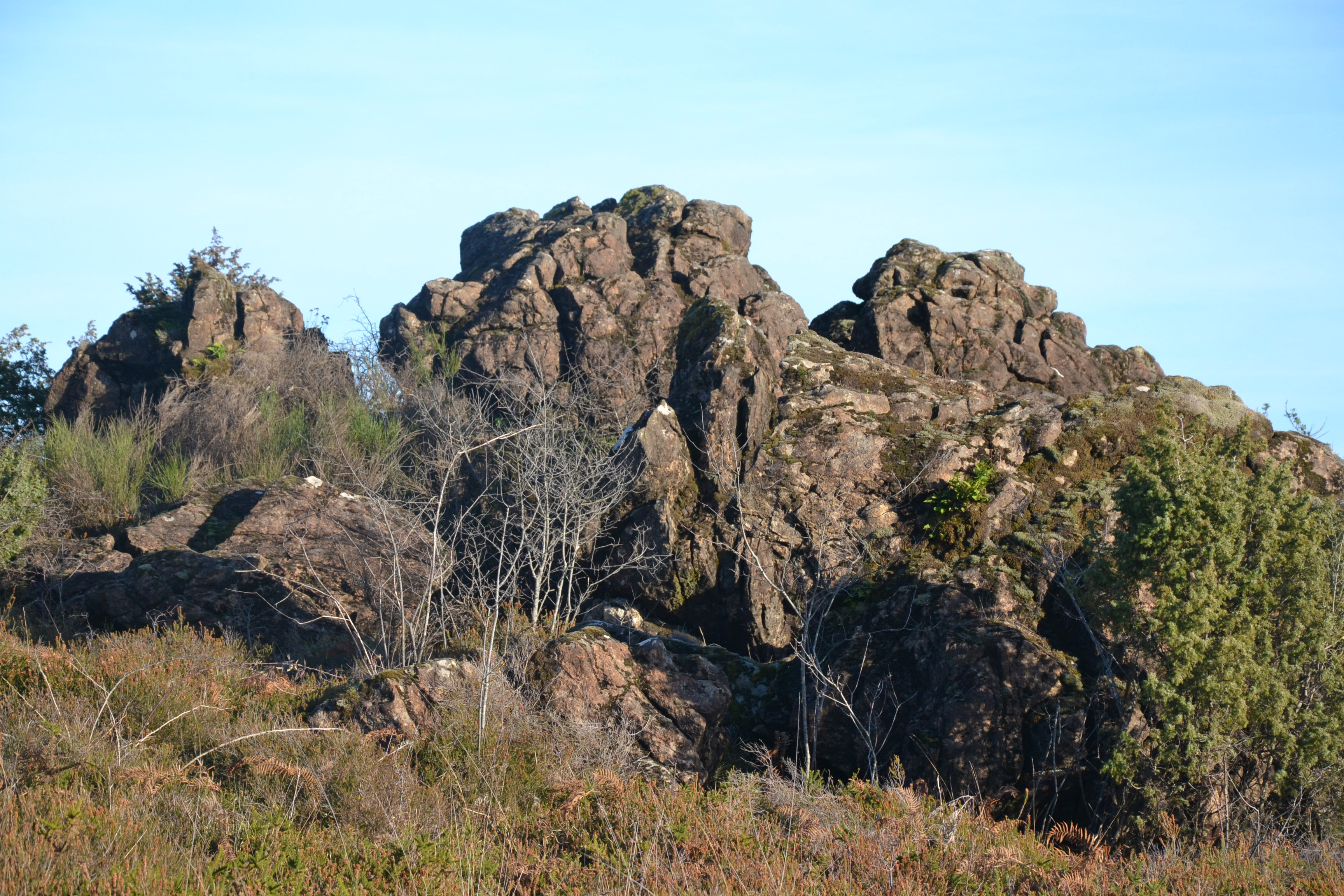
Massiver Serpentinit